# Église Saint-Loup de Saint-Loup-Hors
Pour les articles homonymes, voir Église Saint-Loup.
L'église Saint-Loup de Saint-Loup-Hors est un édifice catholique qui se dresse sur le territoire de la commune française de Saint-Loup-Hors, dans le département du Calvados, en région Normandie.
L'église est classée aux monuments historiques.

## Localisation
L'église est située sur la commune de Saint-Loup-Hors, dans le département français du Calvados.

## Description
Le principal intérêt de cet édifice est sa tour-clocher romane du XIIe siècle, partie la mieux conservée. Arcisse de Caumont la qualifie d'« une des plus remarquables du XIIe siècle que nous possédions dans le département ». Elle est composée de trois étages surmontés d'une longue flèche de pierre pyramidale très aigüe. L'étage supérieur est percé sur chaque face de deux hautes fenêtres encadrées de trois paires de colonnettes. Chaque face de l'étage médian est décorée de sept longues arcatures,.
Le tympan de la tour-clocher représente saint Loup (troisième évêque de Bayeux) tenant le bâton pastoral et terrassant un loup à ses pieds.

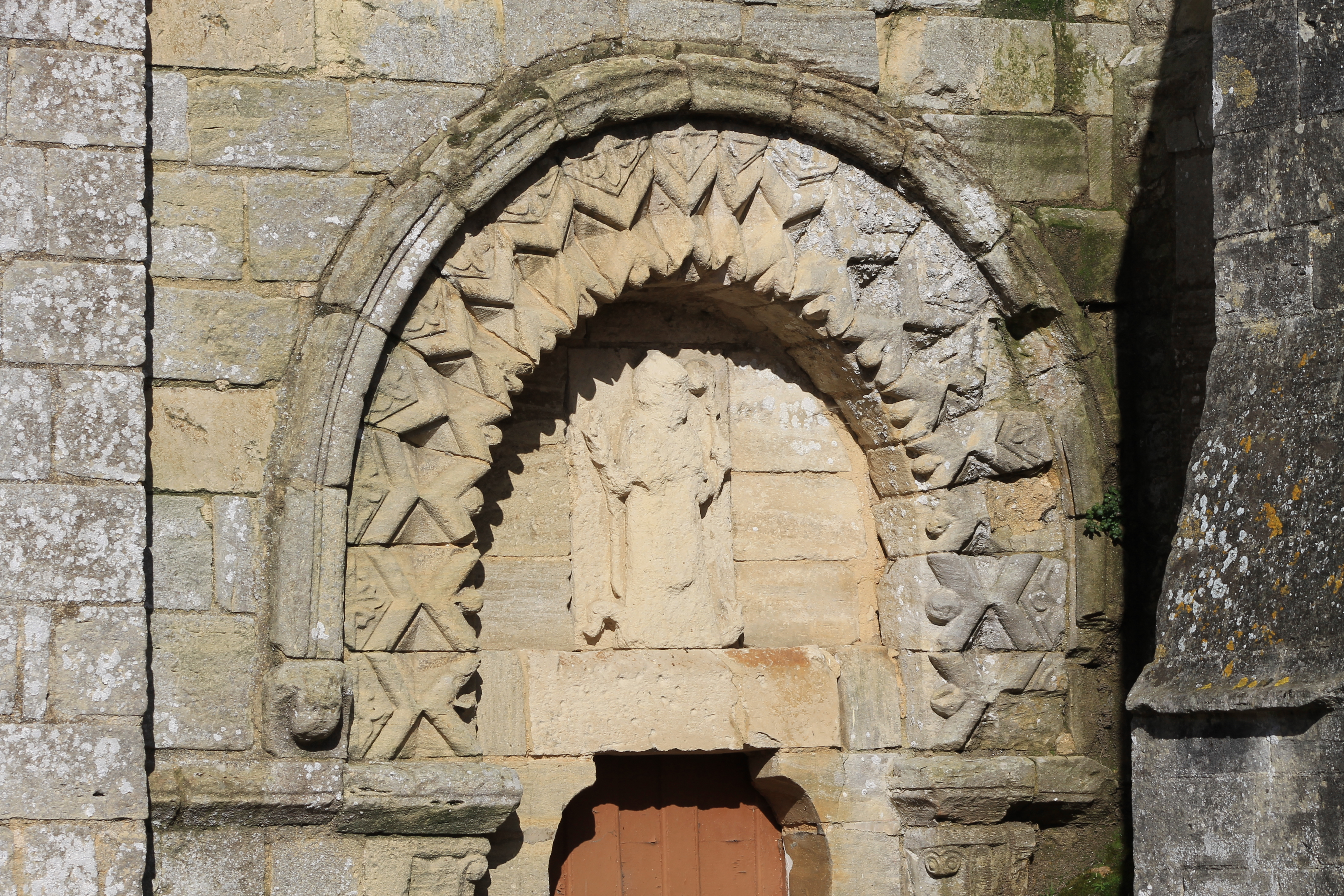
Porte de la tour.
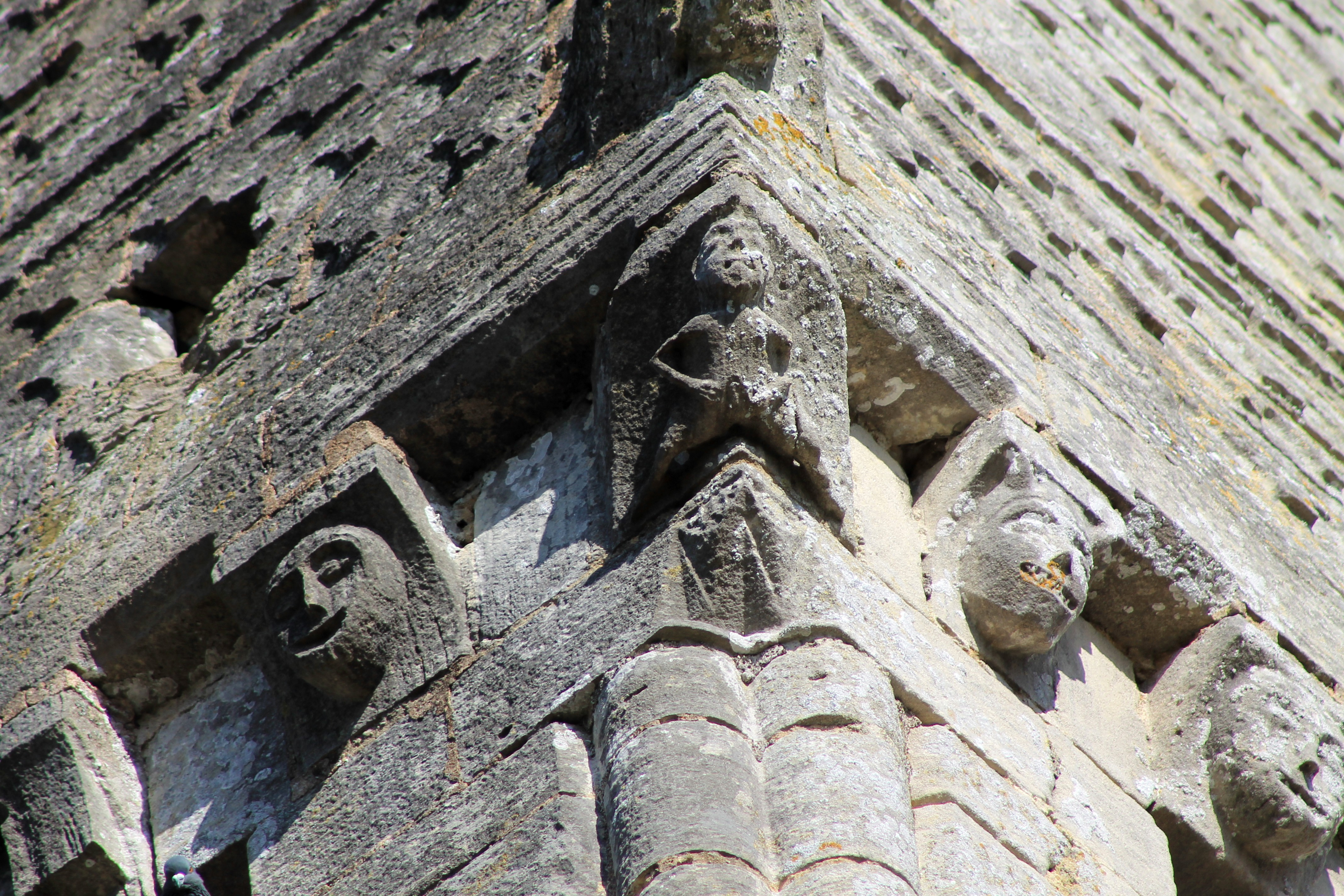
Modillons.
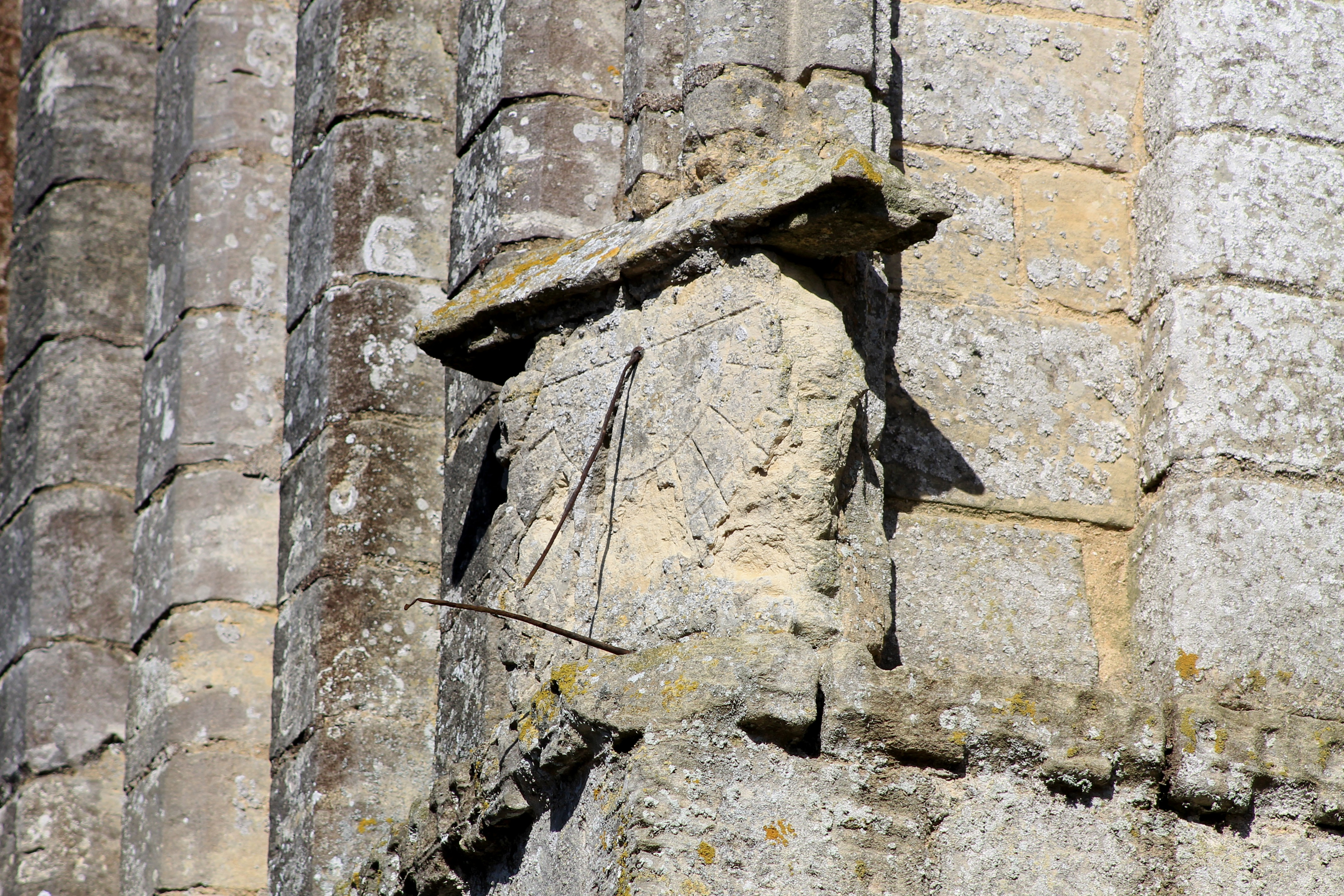
Cadran solaire.

## Protection aux monuments historiques
L'église est classé au titre des monuments historiques  par liste de 1862.